# Ninfeo di Amman

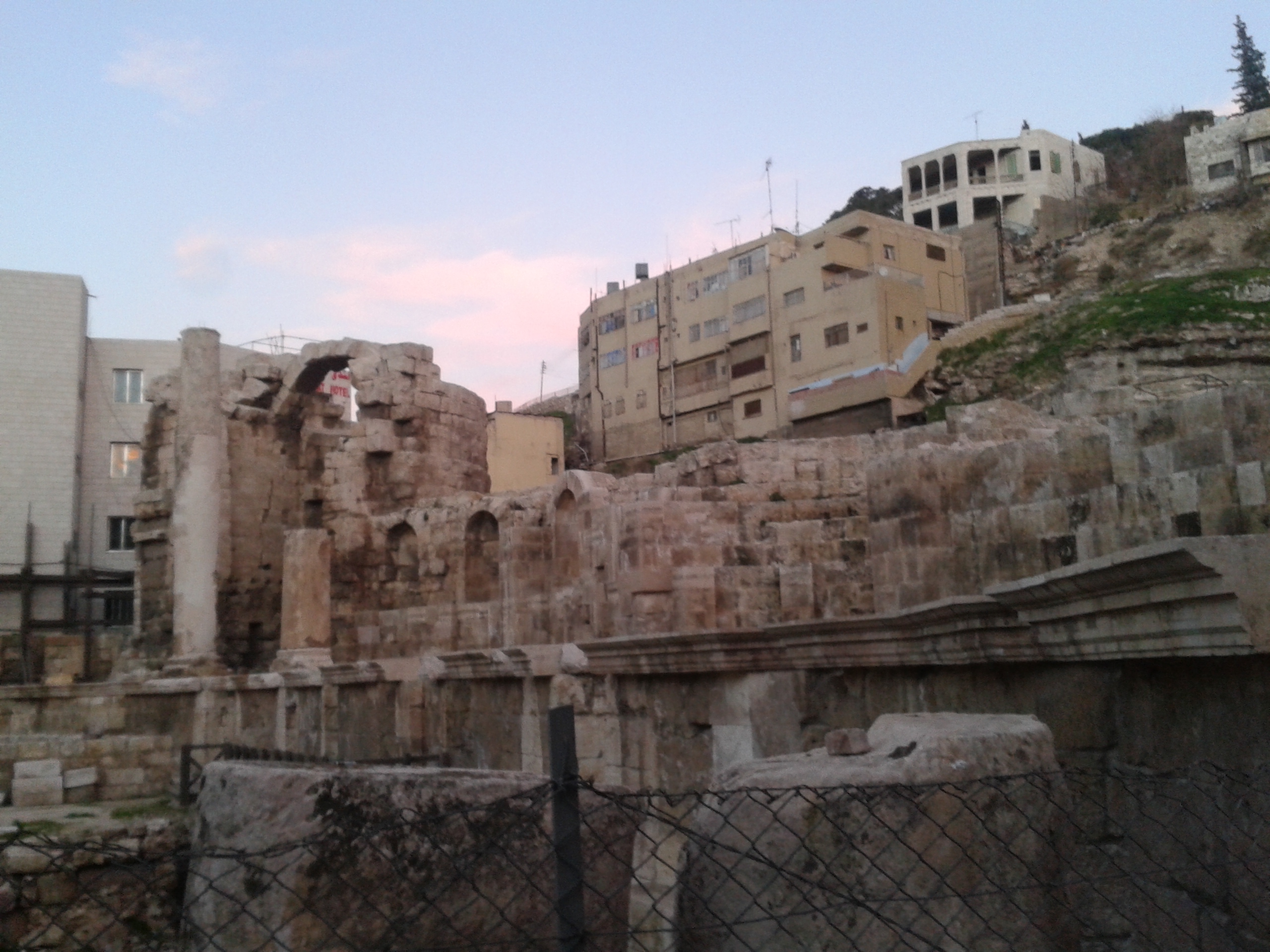
The Nymphaeum in a different light

Il Ninfeo di Amman è una fontana pubblica romana ad Amman, in Giordania. Si trova a poca distanza dalla Piazza Ashemita, dal Teatro Romano e dall'Odeon, all'incrocio delle vie Ibn al-Atheer e Quraysh ad al-Balad. Tali fontane erano molto popolari nelle città romane, e Filadelfia, come Amman era conosciuta dagli antichi greci e romani, non facendo eccezione. Si ritiene che questo ninfeo contenesse una piscina di 600 metri quadrati profonda tre metri e continuamente riempita di acqua.

## Storia
Il ninfeo fu costruito nel II secolo d.C., durante lo stesso periodo del teatro e dell'odeon.

## Restauro
Nel settembre 2015, gli studenti di archeologia dell'Università della Giordania, dell'Università di Petra e dell'Università Ashemita, nonché dei tecnici professionisti, finanziati dall'ambasciata degli Stati Uniti, hanno iniziato il restauro del sito. Il loro lavoro è consistito nel pulire la struttura pietra per pietra e nel sostituire porzioni di pietra perse a causa dell'erosione, delle fessurazioni e delle screpolature.